# Tripterospermum trinervium
Tripterospermum trinervium är en gentianaväxtart som först beskrevs av Carl Peter Thunberg och Johan Andreas Murray, och fick sitt nu gällande namn av Hiroyoshi Ohashi och H. Nakai. Tripterospermum trinervium ingår i släktet Tripterospermum och familjen gentianaväxter. Utöver nominatformen finns också underarten T. t. involubile.